# 益县
益县，中国古县名。
西汉置益县，治所在今山东省寿光市南十里益城，属北海郡。王莽新朝改为探阳（探汤）县。东汉改置益侯国，改属乐安国。后益国除复旧为益县。曹魏沿置，西晋改益县为益都县。北齐天保七年（556年）益都县移治广固（今山东青州市），为青州及齐郡治。